# 莱维敦
莱维敦（Levittown）是威廉·莱维特和他的莱维特公司在第二次世界大战后为美国退伍军人和他们的新家庭（限于白种人）开发建设的七个大型郊区。
这些郊区是以装配线方式，大批量建造，包括成千上万座类似或相同的住宅，拥有白色栅栏和草坪。这些住宅建造容易且迅速，能快速回收成本。1947年3月开始销售时，在前三个小时内就售出了1400套住房。

## 地点
- 莱维敦 (纽约州) - 第一个莱维敦（1947–1951）
- 莱维敦 (宾夕法尼亚州) - 第二个莱维敦（1952–1958）
- 威林伯勒镇 (新泽西州) - 原名莱维敦
- 莱维敦 (波多黎各) (1963)
- 鲍伊 (马里兰州) (1964)
- 克罗夫顿 (马里兰州) (1970)
- 拉戈 (马里兰州) (1963)